# PythonAnywhere
PythonAnywhere је онлајн интегрисано развојно окружење (ИРО) и веб-хостинг сервис заснован на Пајтон програмском језику. Он пружа у претраживачу приступ на серверу заснованим Пајтон and Баш интерфејс командне линије, заједно са уређивачем кода са истицањем синтаксе. 
Програм фајлови се могу пренети и из службе користећи Dropbox или преко корисничког претраживача. Веб апликације чији је домаћин сервис могу бити написане користећи било WSGI-- заснован оквир рада апликације.
PythonAnywhere је створен од стране Resolver Systems-а, који су такође произвели Resolver One, табеларни програм заснован на Пајтону. 16-ог октобра 2012-е производ је купила нова компанија, PythonAnywhere LLP, 
који ће развијати и одржавати продукт у будућности, и узели су постојећи развојни тим .
Развојни тим користи PythonAnywhere да развије PythonAnywhere, и кажу да његове сарадне карактеристике помажу, јер они користе методологију екстремног програмирања.

## Функције
- CPython, PyPy и IPython подршка, укључујући пајтонове верзије 2.6, 2.7 и 3.3
- Интерактивне конзоле у претраживачу са кодом који ради на серверима домаћина, дељив је између више корисника .

- WSGI-заснован веб хостинг, нпр. Django, Flask, web2py
- Подршка за кодирање са Ајпеда и других мобилних уређаја
- Истицање синтаксе уређивача у претраживача
- Dropbox повезивање
- Многи популарни Пајтон модули су пре-инсталирани
- Налик Cron-у планирани задаци за покретање скрипти у датом тренутку дана.